# Szalkszentmárton
Szalkszentmárton es un pueblo y municipio en el condado de Bács-Kiskun, en la región de la Gran Llanura del Sur del sur de Hungría.

## Geografía
Tiene una superficie de 82,08 kilómetros cuadrados y tiene una población de 2 814 personas (2024).